# 1974-es Roland Garros
Az 1974-es Roland Garros az év második Grand Slam-tornája, a Roland Garros 73. kiadása volt, amelyet június 3–16 között rendeztek Párizsban. A férfiaknál a svéd Björn Borg, a nőknél az amerikai Chris Evert nyert.

## Döntők

### Férfi egyes
Björn Borg -  Manuel Orantes 2-6, 6-7, 6-0, 6-1, 6-1

### Női egyes
Chris Evert -  Olga Morozova 6-1, 6-2

### Férfi páros
Dick Crealy /  Onny Parun -  Stan Smith /  Bob Lutz 6-3, 6-2, 3-6, 5-7, 6-1

### Női páros
Chris Evert /  Olga Morozova -  Gail Sherriff Chanfreau /  Katja Ebbinghaus 6-4, 2-6, 6-1

### Vegyes páros
Martina Navratilova /  Ivan Molina Rosie -  Reyes Darmon /   Marcelo Lara 6-3, 6-3